# گمینا پوشوینتنه (استان پودلاسکی)
گمینا پوشوینتنه (استان پودلاسکی) (به لهستانی:  Gmina Poświętne) یک گمینا در لهستان است که در شهرستان بیاوستوک واقع شده‌است. گمینا پوشوینتنه ۱۱۴٫۳۳ کیلومتر مربع مساحت و ۳٬۷۶۱ نفر جمعیت دارد.